# Three from the Vault
Albums de Grateful Dead
Live at the Cow Palace
(2007) Road Trips Volume 1 Number 1
(2007)
Three From The Vault est un album live du Grateful Dead sorti en 2007.
Ce double album présente l'intégralité du concert donné le 19 février 1971 au Capitol Theater de Port Chester, dans l'État de New York. Le batteur Mickey Hart ayant annoncé son départ la veille, le groupe est ici réduit à un quintette.

## Titres

### CD 1
1. Two Ditties: The Merry-Go-Round Broke Down, Spring Song (Cliff Friend, Dave Franklin / Felix Mendelssohn) — 1:19
2. Truckin' (Jerry Garcia, Phil Lesh, Bob Weir, Robert Hunter) — 8:09
3. Loser (Garcia, Hunter) — 6:23
4. Cumberland Blues (Garcia, Lesh, Hunter) — 4:58
5. It Hurts Me Too (Elmore James, Tampa Red) — 6:10
6. Bertha (Garcia, Hunter) — 5:21
7. Playing in the Band (Weir, Mickey Hart, Hunter) — 5:14
8. Dark Hollow (Bill Browning) — 3:15
9. Smokestack Lightning (Howlin' Wolf) — 14:42
10. China Cat Sunflower (Garcia, Hunter) — 3:24
11. I Know You Rider (trad. arr. Grateful Dead) — 7:02

### CD 2
1. Greatest Story Ever Told (Weir, Hunter) — 4:22
2. Johnny B. Goode (Chuck Berry) — 3:26
3. Bird Song (Garcia, Hunter) — 7:04
4. Easy Wind (Hunter) — 8:17
5. Deal (Garcia, Hunter) — 4:22
6. Cryptical Envelopment / Drums / The Other One (Garcia / Bill Kreutzmann / Weir) — 16:09
7. Wharf Rat (Garcia, Hunter) — 9:08
8. Good Lovin' (Artie Resnick, Rudy Clark) — 18:43
9. Casey Jones (Garcia, Hunter) — 5:00

## Musiciens
- Jerry Garcia : guitare, chant
- Phil Lesh : basse, chant
- Ron « Pigpen » McKernan : claviers, harmonica, percussions, chant
- Bill Kreutzmann : batterie
- Bob Weir : guitare, chant